# Bureau of Indian Affairs
El Bureau of Indian Affairs (Oficina d'Afers Indis, BIA) és una agència del govern federal dels Estats Units adscrita al Departament de l'Interior dels Estats Units. És responsable de l'administració i gestió dels 225.000 km² de la terra posseïda en fideïcomís pels Estats Units per als Amerindis dels Estats Units, tribus ameríndies i nadius d'Alaska.
La BIA és una de les dues oficines de la competència de la Subsecretaría d'Afers Indis: la BIA i l'Oficina d'Educació Índia, que proporciona serveis educatius a aproximadament 48.000 amerindis americans.
Les responsabilitats de la BIA havien inclòs proveir els serveis de salut als amerindis i nadius d'Alaska. En 1954 aquesta funció fou transferida al Departament de Salut, Educació i Benestar, ara conegut com a Departament de Salut i Serveis Humans dels Estats Units, on ha romàs fins als nostres dies com el Servei Amerindi de Salut.

## Organització
Té la seu al carrer 1849 C, NW, a Washington D.C.. Des del 22 de maig de 2009, la BIA és dirigida per un subsecretari d'Afers Indis. El càrrec el deté actualment Kevin K. Washburn, membre de la Nació Chickasaw d'Oklahoma.
La BIA serveia a les 566 tribus reconegudes federalment a través de quatre oficines:
- L'Oficina de Serveis Indis: s'encarrega de l'assistència general de la BIA, ajuda humanitària, protecció de la infància índia, govern tribal, autodeterminació Indígena i el Programa de Camins Reserva Índia.
- L'Oficina de Serveis de Justícia (OJS): opera directament o finança el fonament legal, tribunals tribals i les facilitats per a la possessió en terres índies federals. L'OJS finançava 208 agències legals, formades per 43 agències de policia i 165 agències que operen tribalment sota contracte o pacte amb l'OJS. L'oficina té set àrees d'activitat: investigacions criminals i serveis de policia, detenció/correcció, inspecció/afers interns, suport judicial tribal i iniciatives especials, l'Acadèmia de Policia Índia, suport a la justícia tribal i gestió de programes. L'OJS també proporciona assistència i supervisió tècnica als programes d'aplicació de la llei tribal on i quan és sol·licitat. Opera en quatre divisions: Correccions, Control de Drogues, the Acadèmia de Policia Índia, i aplicació legal.[1]
- L'Oficina de Serveis de Fideïcomís: treballa tant amb tribus ameríndies i d'Alaska com amb individus en la gestió de les seves terres en fideïcomís, béns i recursos.
- L'Oficina d'Operacions de Camp: supervisa les 12 oficines regionals: Alaska, Grans Planures, Nord-oest, Planures del Sud, Est, Navajo, Pacífic, Sud-oest, Oklahoma de l'Est, Oest Mitjà, Muntanyes Rocoses i Oest; i 83 agències que porten a terme la missió de l'Oficina en l'àmbit tribal.

## Història

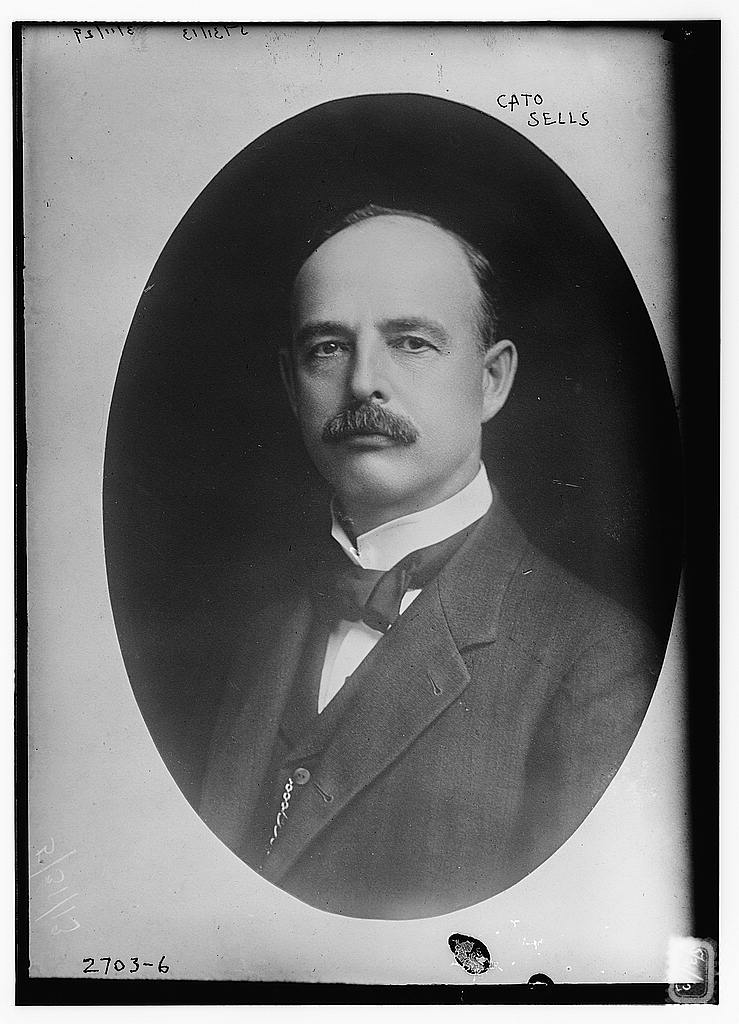
Cato Sells, Comissionat d'Afers Indis, 1913.

L'Agència fou creada en 1824 amb el nom d'Office of Indian Affairs com una divisió del Departament de Guerra. Des de 1775 ja havien existit agències similars als EUA, quan el Segon Congrés Continental va crear un trio d'agències de relació amb els amerindis. Benjamin Franklin i Patrick Henry foren anomenats entre els primers comissionats per a negociar tractats amb els amerindis de cara a aconseguir llur neutralitat durant la Guerra d'independència dels Estats Units.
En 1789 el Congrés dels Estats Units va col·locar les relacions amb els nadius americans en el nou Departament de Guerra. Cap al 1806 el Congrés va crear la figura del Superintendent de Comerç amb els Indis, dins del Departament de Guerra, que s'encarregava de les factories de la xarxa del comerç de pells. El càrrec fou detingut per Thomas L. McKenney de 1816 fins a l'abolició del sistema de factories en 1822.
Els comerciants amb llicència del govern tenien algun control als territoris indígenes i van obtenir una participació en el lucratiu comerç. En 1832 el Congrés va establir la posició de Comissionat d'Afers Indis. En 1869, Ely Samuel Parker va ser el primer natiu americà (seneca) nomenat Comissionat d'Afers Indis.
L'abolició del sistema de factories va deixar un buit en el govern dels EUA pel que fa a les relacions amb els nadius americans. L'actual BIA va ser creada l'11 de març de 1824, pel Secretari de Guerra John C. Calhoun, qui va crear l'agència com una divisió dins del seu departament sense l'autorització del Congrés dels Estats Units. Va nomenar McKenney com a primer cap de l'oficina, que tenir diversos noms. McKenney preferí anomenar l'"Oficina Índia", mentre que el nom actual era preferit per Calhoun.
En 1849 Afers Indis fou transferit al Departament de l'Interior dels Estats Units. L'oficina fou ranomeanada Bureau of Indian Affairs en 1947 (de l'original 'Office of Indian Affairs). La Bureau of Indian Affairs s'ha vist involucrada en moltes polítiques controvertides. Una de les més polèmiques va ser la decisió de finals del segle xix a principis del segle XX d'educar els nens nadius per separat (Escoles Internes Ameríndies), amb un fort èmfasi en l'assimilació que els prohibia l'ús de les seves llengües, pràctiques, i cultures indígenes S'emfatitzà també en rebre l'educació segons patrons culturals europeu-americans. Alguns foren colpejats per resar al seu propi deu creador.

### Segle XX

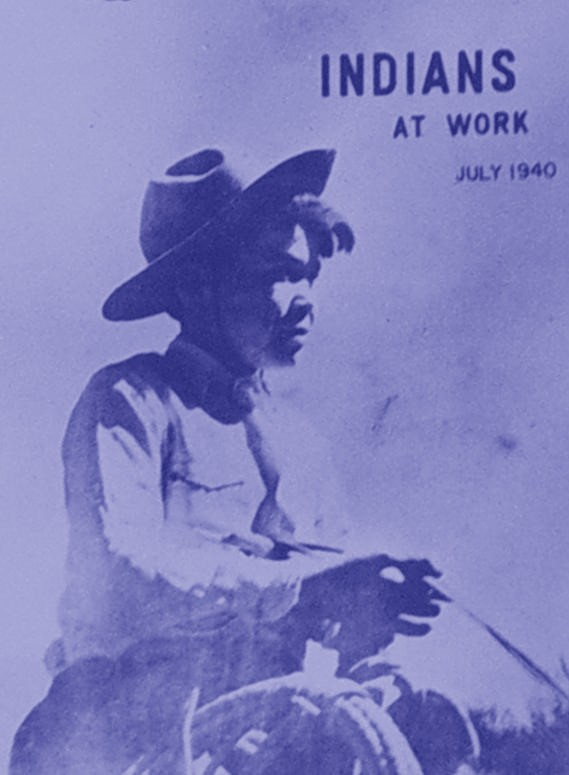
1940 Indians at Work revista publicada per l'Office of Indian Affairs, agència predecessora de la Bureau of Indian Affairs.

Amb el creixement de l'activisme amerindi en la dècada de 1960 i 1970, i la creixent demanda per a l'aplicació dels drets del tractat i sobirania, la dècada de 1970 va ser un període particularment turbulent de la història BIA. L'aparició de grups activistes com l'American Indian Movement (AIM) preocuparen al govern des Estats Units; el FBI va respondre tan obertament com encoberta (amb els COINTELPRO i altres programes) per tal de suprimir possibles revoltes entre els pobles nadius.
Com a branca d'un departament dels EUA amb personal a les reserves índies, la política de la BIA s'involucrava en accions polítiques com: 
- L'ocupació de la seu de la BIA a Washington, D.C. en 1972: el 3 de novembre de 1972 un grup d'uns 500 amerindis amb l'AIM van ocupar l'edifici de la BIA com a culminació de la marxa anomenada Sendera dels Tractats Trencats. Intentaren cridar l'atenció sobre qüestions ameríndies incloent les seves demandes de renovar la negociació dels tractats, l'aplicació dels drets dels tractats i la millora de llur nivell de vida. Van ocupar la seu del Departament d'Interior del 3 al 9 de novembre de 1972.[6]

Sentint que el govern els estava ignorant, els manifestants van destrossar l'edifici. Després d'una setmana, els manifestants se'n van anar, després d'haver causat 700.000 $ en danys i perjudicis. Es van perdre, robar i destruir molts registres, inclosos tractats insubstituïbles, escriptures i registres de drets d'aigua, que segons alguns funcionaris indis podrien haver establit les tribus de fa 50 o 100 anys.
- L'incident de Wounded Knee de 1973, quan activistes van ocupar terres durant més de dos mesos a la reserva índia de Pine Ridge.
- El tiroteig de Pine Ridge (pel qual Leonard Peltier fou acusat de la mort de dos agents del FBI).[9]

La BIA es va implicar en el suport a presidents tribals qüestionats, principalment Dick Wilson, qui va ser acusat de ser autoritari; d'usar fons tribals per a una força paramilitar privada, els Guardians de la Nació Oglala (o "esquadró GOON"), emprat contra els opositors polítics; intimidació als votants en les eleccions de 1974, malversació de fons i altres delictes. Molts pobles nadius continuaren oposant-se a les polítiques de la BIA, en particular els problemes en l'aplicació dels tractats, i el maneig de registres i ingressos per les terres en fideïcomís.

### Segle XXI
En 2013 l'Oficina es va veure fortament afectada per les retallades de finançament de 800.000 $ que afectà particularment el ja insuficientment finançat Servei Amerindi de Salut.

## Qüestions jurídiques

### Empleats a temps complet
L'Oficina d'Afers Indígenes ha estat demandada en quatre ocasions en demanda col·lectiva presentades pels advocats de la Federació de Treballadors de Serveis Indis, un sindicat que representa als empleats civils federals de la BIA (Bureau of Indian Affairs), BIE (Bureau of Indian Education), AS-IA (Assistant Secretary of Indian Affairs) i OST (Office of the Special Trustee for Indian Affairs). El sindicat és representat pel bufet d'advocats Snider & Associates, LLC, que concentra en el FLSA les accions de classe extres contra el govern federal i altres grans empleadors. Els agreujats al·leguen violacions generalitzada de la FLSA i li reclamen milions de dòlars en danys.

### Finançament del Fideïcomís
Cobell vs. Salazar, un important cas de demanda col·lectiva relacionadaamb les terres en fideïcomís, es va presentar al desembre de 2009. La demanda va ser presentada contra el Departament de l'Interior dels EUA, del qual la BIA n'és part. Una responsabilitat important ha estat la gestió dels comptes de fideïcomís indis. Aquesta va ser una demanda col·lectiva en relació amb la gestió del govern federal i la comptabilitat de més de 300.000 comptes de fideïcomís d'amerindis i nadius d'Alaska. Es distribuirà un fons de liquidació per un total de $ 3.400 milions de dòlars als afectats. Això és per compensar les reclamacions que els funcionaris anteriors havien gestionat malament en l'administració dels béns del fideïcomís indis. A més, l'acord estableix un fons de 2.000 milions de dòlars que permet a les tribus reconegudes federalment de manera voluntària recomprar i consolidar i consolidar els terrenys fraccionats.

## Missió
L'Oficina està tractant d'implicar un supervisor per a una funció d'assessorament; tanmateix, això ha estat una tasca difícil, ja que la BIA és recordada per molts nadius americans per tenir un paper de policia en la política que el govern dels EUA històricament va dictar a les tribus i llurs membres del que podia i no podia fer d'acord amb els tractats signats per ambdós.

## Comissionats i sotssecretaris
Comissionats d'Afers Indis

### Caps de la B.I.A
- 1824–1830 Thomas L. McKenney
- 1830–1831 Samuel S. Hamilton

### Comissionats d'Afers Indis
- 1832–1836 Elbert Herring
- 1836–1838 Carey A. Harris
- 1838–1845 Thomas Hartley Crawford
- 1845–1849 William Medill
- 1849–1850 Orlando Brown
- 1850–1853 Luke Lea
- 1853–1857 George Washington Manypenny
- 1857–1858 James W. Denver
- 1858–1858 Charles E. Mix
- 1858–1859 James W. Denver
- 1859–1861 Alfred B. Greenwood
- 1861–1865 William P. Dole
- 1865–1866 Dennis N. Cooley
- 1866–1867 Lewis V. Bogy
- 1867–1869 Nathaniel G. Taylor
- 1869–1871 Ely S. Parker
- 1871–1872 Francis A. Walker
- 1873–1875 Edward Parmelee Smith
- 1875–1877 John Q. Smith
- 1877–1880 Ezra A. Hayt
- 1880–1881 Rowland E. Trowbridge
- 1881–1885 Hiram Price
- 1885–1888 John D. C. Atkins
- 1888–1889 John H. Oberly
- 1889–1893 Thomas Jefferson Morgan
- 1893–1897 Daniel M. Browning
- 1897–1904 William A. Jones
- 1904–1909 Francis E. Leupp
- 1909–1913 Robert G. Valentine
- 1913–1921 Cato Sells
- 1921–1929 Charles H. Burke
- 1929–1933 Charles J. Rhoads
- 1933–1945 John Collier
- 1945–1948 William A. Brophy
- 1948–1949 William R. Zimmerman (interí)
- 1949–1950 John R. Nichols
- 1950–1953 Dillon S. Myer
- 1953–1961 Glenn L. Emmons
- 1961–1966 Philleo Nash
- 1966–1969 Robert L. Bennett
- 1969–1972 Louis R. Bruce
- 1973–1976 Morris Thompson
- 1976–1977 Dr. Benjamin Reifel

### Sotssecretaris de l'Interior per a Afers Indis[17]
- 1977–1978 Forrest Gerard
- 1979–1981 William E. Hallett
- 1981–1984 Kenneth L. Smith
- 1985–1989 Ross Swimmer
- 1989–1993 Eddie Frank Brown
- 1993–1997 Ada E. Deer
- 1997–2001 Kevin Gover
- 2001–2001 James H. McDivitt (interí)
- 2001–2003 Neal A. McCaleb
- 2003–2004 Aurene M. Martin (interí)
- 2004–2005 Dave Anderson
- 2005–2007 Jim Cason (interí)
- 2007–2008 Carl J. Artman
- 2008–2009 George T. Skibine (interí)
- 2009–2012 Larry Echo Hawk
- 2012-2012 Donald "Del" Laverdure (interí)
- 2012-present Kevin K. Washburn